# Peary (cràter)

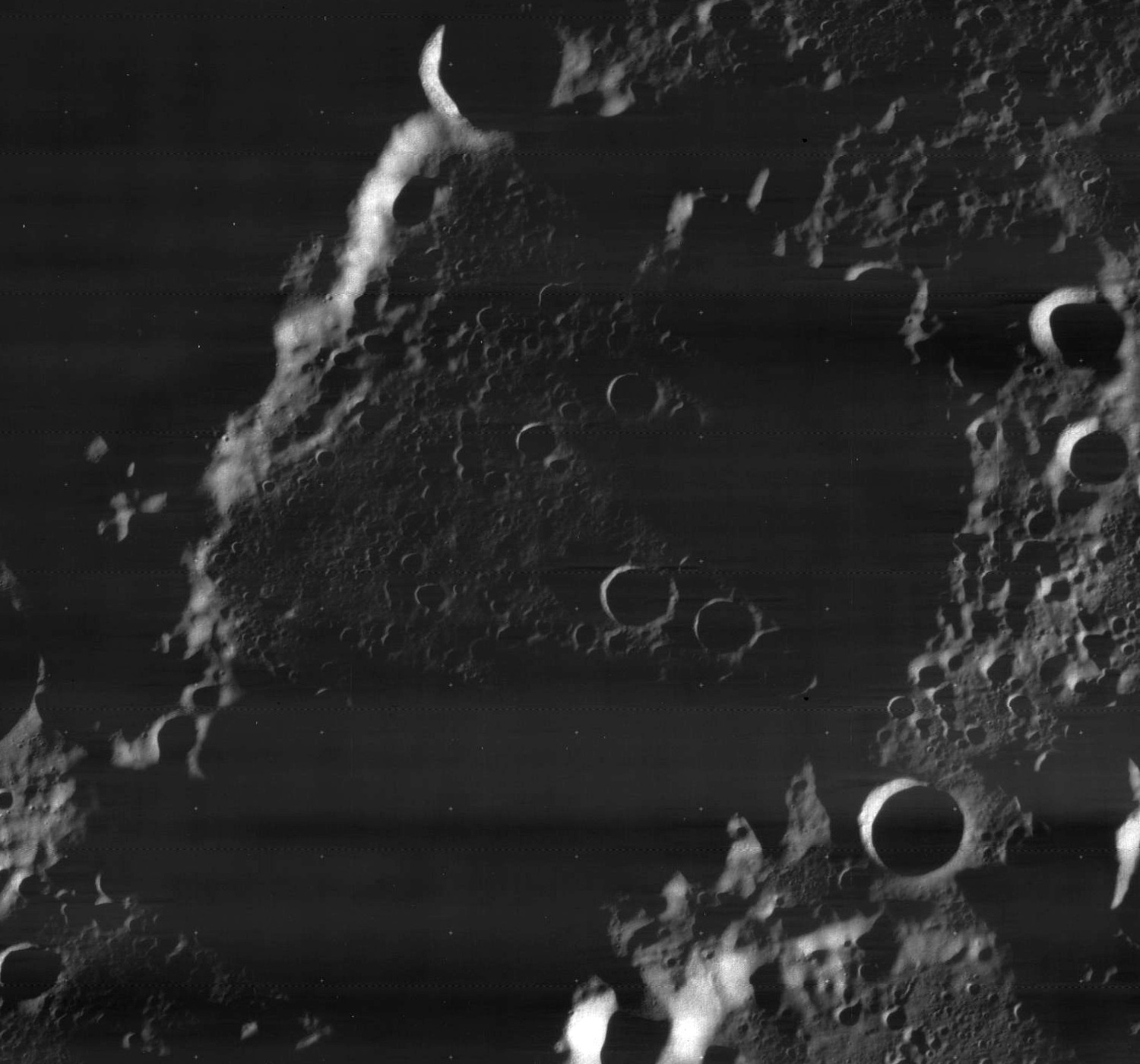
Imatge del Lunar Orbiter 4

Peary és el cràter d'impacte lunar més gran i proper al pol nord lunar. En aquesta latitud l'interior del cràter rep poca llum solar, i parts de la regió més austral del sòl del cràter roman permanentment a l'ombra. Des de la Terra el cràter apareix en l'extremitat lunar nord, i es veu des del costat.

## Característiques
El cràter és gairebé circular, amb una corba cap a fora al llarg de la vora nord-est. Hi ha una bretxa en la vora sud-oest, on s'uneix a un cràter Florey desgastat i més petit. La vora exterior de Peary està desgastat i erosionat, creant un anell muntanyenc que produeix llargues ombres sobre el sòl del cràter.
El sòl del cràter és relativament pla, però marcat per diversos cràters petits, sobretot en la meitat sud-est. Un terç del sud de l'interior roman en ombres, i així les seves característiques es pot discernir només per mitjà de mètodes penetrants (com per exemple, l'altimetria làser).
El cràter desgastat i inundat de lava Byrd es troba prop de la vora meridional de Peary. Al nord-oest, aproximadament una quarta part del camí al voltant del pol lunar, hi ha el cràter més gran Hermite. En la banda oposada del pol, a la cara oculta de la Lluna, es troba l'encara més gran Rojdéstvenski.
En 2004, un equip liderat per Dr. Ben Bussey de la Johns Hopkins University utilitzant imatges preses per la missió Clementine van determinar que quatre regions muntanyoses a la vora de Peary semblen romandre il·luminades durant tot el dia lunar. Aquests "pics de llum eterna" sense nom es deuen a l'extremada petita inclinació de l'eix de la Lluna, que també dona lloc a l'ombra permanent en el fons de molts cràters polars. No existeixen regions similars amb la llum eterna en el pol sud menys muntanyós. Les imatges de Clementine van ser preses durant la temporada d'estiu a l'hemisferi nord de la Lluna, i que encara es desconeix si aquestes quatre muntanyes estan ombrejades en qualsevol moment durant la temporada d'hivern local.
La vora nord de Peary es considera un lloc probable per a una futura base lunar a causa d'aquesta il·luminació constant, que proporcionaria tant una temperatura relativament estable com una font d'alimentació ininterrompuda solar. És a prop de les zones on hi ha ombra permanent que poden contenir alguna quantitat d'aigua congelada.